# In Oranje
In Oranje is een Nederlandse familiefilm uit 2004, geregisseerd door Joram Lürsen naar een scenario van Frank Ketelaar. De film, geproduceerd door A-Film en Motel Films, draait om de twaalfjarige Remco van Leeuwen (Yannick van de Velde), een getalenteerde en fanatieke voetballer, die na de dood van zijn vader Erik (Thomas Acda) en een ernstige blessure in een diep dal belandt en zijn ambities lijkt te moeten bijstellen, zijn grote voorbeeld is Garrincha.
In Oranje ging op 28 april 2004 in première, en ontving overwegend positieve kritieken. De film werd genomineerd voor een Gouden Kalf, en ook op buitenlandse filmfestivals zoals de Young Artists Awards en het Hamburg Film Festival werd hij goed ontvangen. In België werd een remake van de film gemaakt getiteld Buitenspel (2005). Voor Yannick van de Velde, die in de film zijn debuut maakte als hoofdrolspeler, betekende het zijn doorbraak in de Nederlandse cinema.

## Het verhaal
Remco is twaalf jaar. Hij is een getalenteerd en fanatiek voetballertje met maar één droom: te mogen spelen in het Nederlands Elftal. Zelfs de tekst van het Wilhelmus kent hij al uit zijn hoofd.
Zijn vader Erik is minstens net zo fanatiek in het coachen van Remco. Hij weet altijd alles beter en heeft altijd overal commentaar op. Remco's moeder, Sylvia, is altijd lief en zorgt ervoor dat haar "mannen" en dochtertje Suzan niets tekortkomen.
Als zijn vader plotseling sterft, stort Remco's wereld in. Hij heeft zelfs geen zin meer om te voetballen. Zijn Surinaamse voetbalvriendje Winston vraagt zijn oma om hulp. Zij probeert in contact te komen met Remco's overleden vader, maar het lukt niet. Echter, af en toe verschijnt zijn vader aan hem, en die moedigt hem aan om weer te gaan voetballen. Remco vertelt niets over deze ontmoetingen aan zijn moeder, maar gaat tot zijn moeders opluchting weer enthousiast door met voetballen. 
Dan raakt Remco geblesseerd. Van de dokter mag hij voorlopig niet meer voetballen, omdat zijn enkelbanden zijn opgerekt. Op aanraden van zijn vaders verschijning blijft hij gewoon voetballen, en hij onderschept de brief van de dokter aan zijn moeder. Later hoort zijn moeder het van de dokter, waarna die het voetballen verbiedt. Remco vertelt ook over zijn ontmoetingen met zijn vader. Die baren haar zorgen, maar de psycholoog raadt haar aan hier in mee te gaan.  
Anneke helpt Remco af en toe, waarbij ze een zoen als tegenprestatie eist. Remco is eerst niet in haar geïnteresseerd, en maakt zich er met heel vluchtige kusjes vanaf.
Remco kan het niet vinden met zijn moeders nieuwe vriend en loopt van huis weg. Hij verblijft enkele dagen in een verlaten stadion, waar zijn vader weer aan hem verschijnt. Uiteindelijk zegt hij tegen zijn vader dat hij hem niet meer wil zien, wat deze respecteert. Hij wordt tot opluchting van zijn moeder door de politie gevonden.
Anneke helpt Remco aan een belangrijke voetbalwedstrijd mee te kunnen doen: ze steelt slaapmiddelen uit de apotheek van haar moeder, die Remco stiekem in het sinaasappelsap van zijn moeder en zusje doet. Tijdens de wedstrijd worden ze wakker, en gaat de moeder naar het stadion. Ze is eerst boos, maar dan zo opgelucht dat hij geen ontmoetingen met zijn vader meer heeft dat ze hem toestaat de wedstrijd af te maken. Hij raakt geblesseerd en wordt van het veld gedragen, maar van de dokter hoeft hij tot zijn opluchting niet met voetballen te stoppen. Tot zijn vreugde wordt hij geselecteerd voor het Nederlandse jeugdelftal. Zijn moeders nieuwe vriend valt eigenlijk ook wel mee.

## Rolverdeling
- Yannick van de Velde - Remco van Leeuwen
- Wendy van Dijk - Sylvia van Leeuwen
- Thomas Acda - Erik van Leeuwen
- Peter Blok - Arend Te Pas
- Dionicho Muskiet - Winston Mijnals
- Dennis Rudge - vader Winston
- Lucretia van der Vloot - moeder Winston
- Chrisje Comvalius - oma Winston
- Valérie Dupont - Lisa van Leeuwen
- Maaike Polder - Anneke
- Sterre Herstel - Suzan van Leeuwen
- Porgy Franssen - Dokter Vlieberg
- Pepijn Gunneweg - hulp in de winkel
- Ton Kas - rechercheur
- Pim Muda - rechercheur
- Erik van Muiswinkel - KNVB-coach
- Jack van Gelder - Voetbalcommentator
- Bas Keijzer - Schoolmeester
- Diederik Ebbinge - Arts Ziekenhuis
- René Lobo - Orthopeed
- Denzel von Deira - Blije voetbal kind

## Prijzen
- Young Artist Award voor beste internationale film (2005)
- Gouden Film (2004)

In totaal heeft In Oranje zeven prijzen op zijn naam staan.